# Vojenský újezd Libavá
Vojenský újezd Libavá (Duits: Liebau) is een Tsjechisch militair oefenterrein in de regio Olomouc, en maakt deel uit van het district Olomouc. Vojenský újezd Libavá telt 0 inwoners (2017). Het administratief centrum van het oefenterrein bevindt zich in Město Libavá.

## Geschiedenis
- 1946 – De oprichting van Vojenský tábor Město Libavá, de voorloper van Vojenský újezd Libavá.
- 2016 – Město Libavá en Kozlov worden van het militair oefenterrein afgescheiden en zelfstandige gemeenten.[1]

## Aanliggende gemeenten
| Aangrenzende gemeenten             | Aangrenzende gemeenten                              | Aangrenzende gemeenten                                                  | Aangrenzende gemeenten | Aangrenzende gemeenten                                        |
| ---------------------------------- | --------------------------------------------------- | ----------------------------------------------------------------------- | ---------------------- | ------------------------------------------------------------- |
| Město Libavá, Domašov nad Bystřicí |                                                     | Budišov nad Budišovkou (Moravië-Silezië), Svatoňovice (Moravië-Silezië) |                        | Čermná ve Slezsku (Moravië-Silezië), Vítkov (Moravië-Silezië) |
|                                    |                                                     |                                                                         |                        |                                                               |
| Jívová, Hlubočky                   | Spálov (Moravië-Silezië), Luboměř (Moravië-Silezië) |                                                                         |                        |                                                               |
|                                    |                                                     |                                                                         |                        |                                                               |
| Mrsklesy, Přáslavice               |                                                     | Daskabát, Velký Újezd, Kozlov                                           |                        | Potštát                                                       |

Babice · Bělkovice-Lašťany · Bílá Lhota · Bílsko · Blatec · Bohuňovice · Bouzov · Bukovany · Bystročice · Bystrovany · Červenka · Charváty · Cholina · Daskabát · Dlouhá Loučka · Dolany · Doloplazy · Domašov nad Bystřicí · Domašov u Šternberka · Drahanovice · Dub nad Moravou · Dubčany · Grygov · Haňovice · Hlásnice · Hlubočky · Hlušovice · Hněvotín · Hnojice · Horka nad Moravou · Horní Loděnice · Hraničné Petrovice · Huzová · Jívová · Komárov · Kozlov · Kožušany-Tážaly · Krčmaň · Křelov-Břuchotín · Liboš · Lipina · Lipinka · Litovel · Loučany · Loučka · Luběnice · Luká · Lutín · Lužice · Majetín · Medlov ·
Měrotín · Město Libavá · Mladeč · Mladějovice · Moravský Beroun · Mrsklesy · Mutkov · Náklo · Náměšť na Hané · Norberčany · Nová Hradečná · Olbramice · Olomouc · Paseka · Pňovice · Přáslavice · Příkazy · Řídeč · Samotišky · Senice na Hané · Senička · Skrbeň · Slatinice · Slavětín · Štarnov · Štěpánov · Šternberk · Strukov · Střeň · Suchonice · Šumvald · Svésedlice · Těšetice · Tovéř · Troubelice · Tršice · Újezd · Uničov · Ústín · Velká Bystřice · Velký Týnec · Velký Újezd · Věrovany · Vilémov · Vojenský újezd Libavá · Želechovice · Žerotín